# Xã Minton, Quận Holt, Missouri
Xã Minton (tiếng Anh: Minton Township) là một xã thuộc quận Holt, tiểu bang Missouri, Hoa Kỳ. Năm 2010, dân số của xã này là 124 người.